# Calmeilles
Calmeilles (catalansk: Calmella) er en by og kommune i departementet Pyrénées-Orientales i Sydfrankrig.

## Geografi
Calmeilles ligger 44 km sydvest for Perpignan. Nærmeste by er mod sydvest Oms (4 km).

## Demografi

### Udvikling i folketal
| 1962                                                              | 1968 | 1975 | 1982 | 1990 | 1999 | 2007 | 2011 | 2017 |
| ----------------------------------------------------------------- | ---- | ---- | ---- | ---- | ---- | ---- | ---- | ---- |
| 47                                                                | 45   | 46   | 37   | 41   | 42   | 61   | 65   | 59   |
| Tal fra og med 1962 er uden dobbelttælling (sans doubles comptes) |      |      |      |      |      |      |      |      |